# Новосёлова (Усть-Зулинское сельское поселение)
Новоселова — деревня в составе Юрлинском муниципальном округе в Пермском крае.

## Географическое положение
Деревня расположена в восточной части района примерно в 15 километрах по прямой на северо-восток от села Юрла.

## Климат
Климат умеренно континентальный с суровой продолжительной зимой и тёплым коротким летом. Самый холодный месяц — январь со среднемесячной температурой (−15,7 °C), самый тёплый — июль со среднемесячной температурой (+17,6 °C). Продолжительность безморозного периода в среднем составляет 110 дней.

## История
До 2020 года входила в состав ныне упразднённого Усть-Зулинского сельского поселения Юрлинского района.

## Население
Постоянное население деревни было 15 человек (100 % русские) в 2002 году и 18 человек в 2010.